# ژیمناستیک هنری

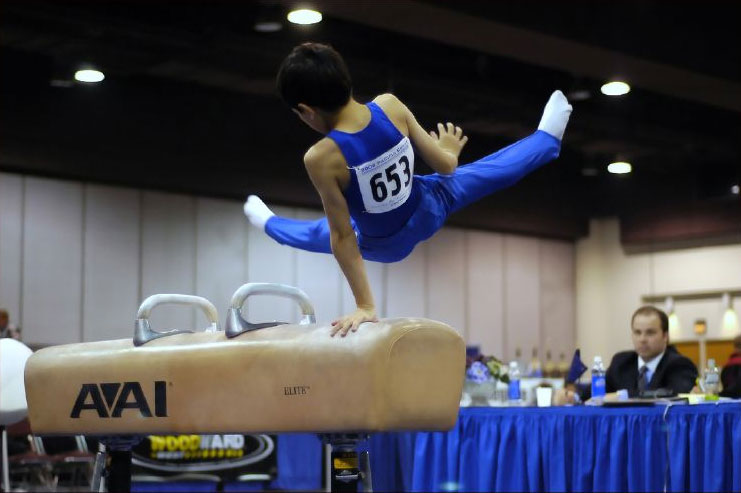

ژیمناستیک هنری در کنار ژیمناستیک ریتمیک یکی از دو شاخه اصلی ژیمناستیک است.